# Rubin Okotie
Rubin Rafael Okotie (Karachi, 6 juni 1987) is een Oostenrijks voetballer die speelt als aanvaller. In 2014 verruilde hij Austria Wien voor 1860 München. Doordat hij in Pakistan is geboren, een Oostenrijkse moeder heeft en een Nigeriaanse vader, had hij de mogelijkheid om in het nationaal elftal van drie landen te spelen. Hij komt thans uit in het nationaal elftal van Oostenrijk. Okotie maakte zijn debuut voor Oostenrijk in 2008. In 2006 vertegenwoordigde hij Oostenrijk tijdens het Europees kampioenschap voetbal onder 19 en in 2007 tijdens het wereldkampioenschap voetbal onder de 20. Met Oostenrijk nam Okotie in juni 2016 deel aan het Europees kampioenschap voetbal 2016 in Frankrijk.
Op 23 februari 2008 maakte Okotie zijn eerste Bundesliga-doelpunt tijdens een wedstrijd tegen Red Bull Salzburg. Op 11 augustus 2011 werd hij voor één jaar uitgeleend aan Sint-Truidense VV voor zich in Salzburg terug in de kijker te spelen na een blessure. Okotie kon ook genieten van interesse van onder andere AA Gent, KV Mechelen, en KV Kortrijk, die hem ook wilden huren. Hij zou zelfs een voorakkoord hebben gehad bij KV Mechelen, maar koos toch voor Sint-Truidense. Na onder andere ruzie met trainer Franky Van der Elst en geen ruimte voor een basisplaats, werd de uitleenperiode na onderling overleg tussen beide clubs verbroken. Hij werd meteen weer uitgeleend aan SK Sturm Graz. In het seizoen 2013/14 speelde Okotie zowel bij Austria Wien als bij het Deense SønderjyskE, dat hem huurde van Wien. In Denemarken maakte hij elf doelpunten in vijftien competitieduels. In juli 2014 maakte Okotie de overstap naar TSV 1860 München, waar hij een contract voor twee seizoenen tekende. In het seizoen 2014/15 speelde hij 25 wedstrijden in de 2. Bundesliga, waarin hij dertienmaal trefzeker was.

## Erelijst
FK Austria Wien
- Oostenrijkse voetbalbeker

2009

## Statistieken
| Seizoen | Club                   | Land       | Reeks            | Wed | Goals |
| ------- | ---------------------- | ---------- | ---------------- | --- | ----- |
| 2005/06 | FK Austria Wien        | Oostenrijk | Bundesliga       | 0   | 0     |
| 2006/07 | FK Austria Wien        | Oostenrijk | Bundesliga       | 0   | 0     |
| 2007/08 | FK Austria Wien        | Oostenrijk | Bundesliga       | 19  | 3     |
| 2008/09 | FK Austria Wien        | Oostenrijk | Bundesliga       | 34  | 14    |
| 2009/10 | FK Austria Wien        | Oostenrijk | Bundesliga       | 4   | 4     |
| 2010/11 | 1. FC Nürnberg         | Duitsland  | Bundesliga       | 4   | 0     |
| 2011/12 | → Sint-Truidense VV    | België     | Jupiler League   | 9   | 1     |
| 2012/13 | SK Sturm Graz          | Oostenrijk | Bundesliga       | 30  | 10    |
| 2013/14 | Austria Wien           | Oostenrijk | Bundesliga       | 13  | 1     |
| 2013/14 | → SønderjyskE          | Denemarken | Superligaen      | 15  | 11    |
| 2014/15 | TSV 1860 München       | Duitsland  | 2. Bundesliga    | 25  | 13    |
| 2015/16 | TSV 1860 München       | Duitsland  | 2. Bundesliga    | 32  | 8     |
| 2015/16 | Beijing Enterprises    | China      | China League One | 9   | 1     |
| 2016/17 | Beijing Enterprises    | China      | China League One | 15  | 2     |
| 2017/18 | KFCO Beerschot Wilrijk | België     | Eerste klasse B  | 5   | 1     |
| Totaal  | Totaal                 | Totaal     | Totaal           | 214 | 69    |